# Маммиллярия Гюльцова
Маммиллярия Гюльцова (лат. Mammillaria guelzowiana) — кактус; вид рода Маммиллярия. Вид назван в честь Роберта Гюльцова — немецкого коллекционера кактусов.

## Описание
Стебель сначала обычно одиночный, но позже даёт отростки. Маммиллы имеют цилиндрическую форму, голые, дряблые, без млечного сока.
Из ареол растёт до 70 очень тонких, волосовидных боковых колючек белого цвета. Центральных колючек — 1-6, они красновато-коричневые или жёлтые, тонкие, игольчатые, длиной 8—25 мм, на конце каждой имеется крючок. Радиальные колючки имеют волосовидную форму; они многочисленны, спутанные и переплетённые между собой, гладкие, беловатые, их приблизительно от 60 до 80.
Цветок большой, имеет воронковидную или колоколовидную форму; он яркий, имеет красновато-пурпурную окраску, к краям лепесткам имеет более бледную окраску; при полном раскрытии имеет размер до 6 см в поперечнике и длиной около 4 см.

## Распространение
Произрастает на известняковых, поросших травой, холмах, вдоль долины реки Насас на высоте 1300—1700 метров над уровнем моря в мексиканском штате Дуранго.

## Синонимы
- Mammillaria guelzowiana var. splendens Neale 1935
- Krainzia guelzowiana (Werdermann) Backeberg 1951
- Phellosperma guelzowiana (Werdermann) Buxbaum 1951
- Mammillaria guelzowiana var. robustior Wolf 1986